# イルージョン
株式会社イルージョン（英: Illusion Inc.）は東京都千代田区に本社を置く、テレビ番組等の映像制作・技術プロダクション。
英語表記ではIllusionで日本語読みにすると「イリュージョン」であるが、登記上の正式名称は「イルージョン」である。

## 主な取引先
- 株式会社TBSテレビ
- 株式会社フジテレビジョン
- 日本テレビ放送網株式会社
- 株式会社日テレ アックスオン
- 株式会社テクノマックス
- 株式会社バンエイト
- 株式会社ヌーベルフォース
- 株式会社千代田ビデオ
- 株式会社コスモスペース
- 株式会社フジ・メディア・テクノロジー
- 株式会社エキスプレス
- 株式会社イメージディバイス
- 株式会社テレビ朝日映像
- 株式会社エイベックス＆イースト
- 株式会社新潟総合テレビ
- 株式会社クロステレビビジョン
- 一般財団法人自治体衛星通信機構
- 株式会社ＷＯＷＯＷプラス
- 全国知事会
- 株式会社泉放送制作
- 株式会社千代田ラフト